# Lhommeia illiturata
Lhommeia illiturata är en fjärilsart som beskrevs av W. Warren 1897. Lhommeia illiturata ingår i släktet Lhommeia och familjen mätare. Inga underarter finns listade i Catalogue of Life.